# رئیس تبهکاران

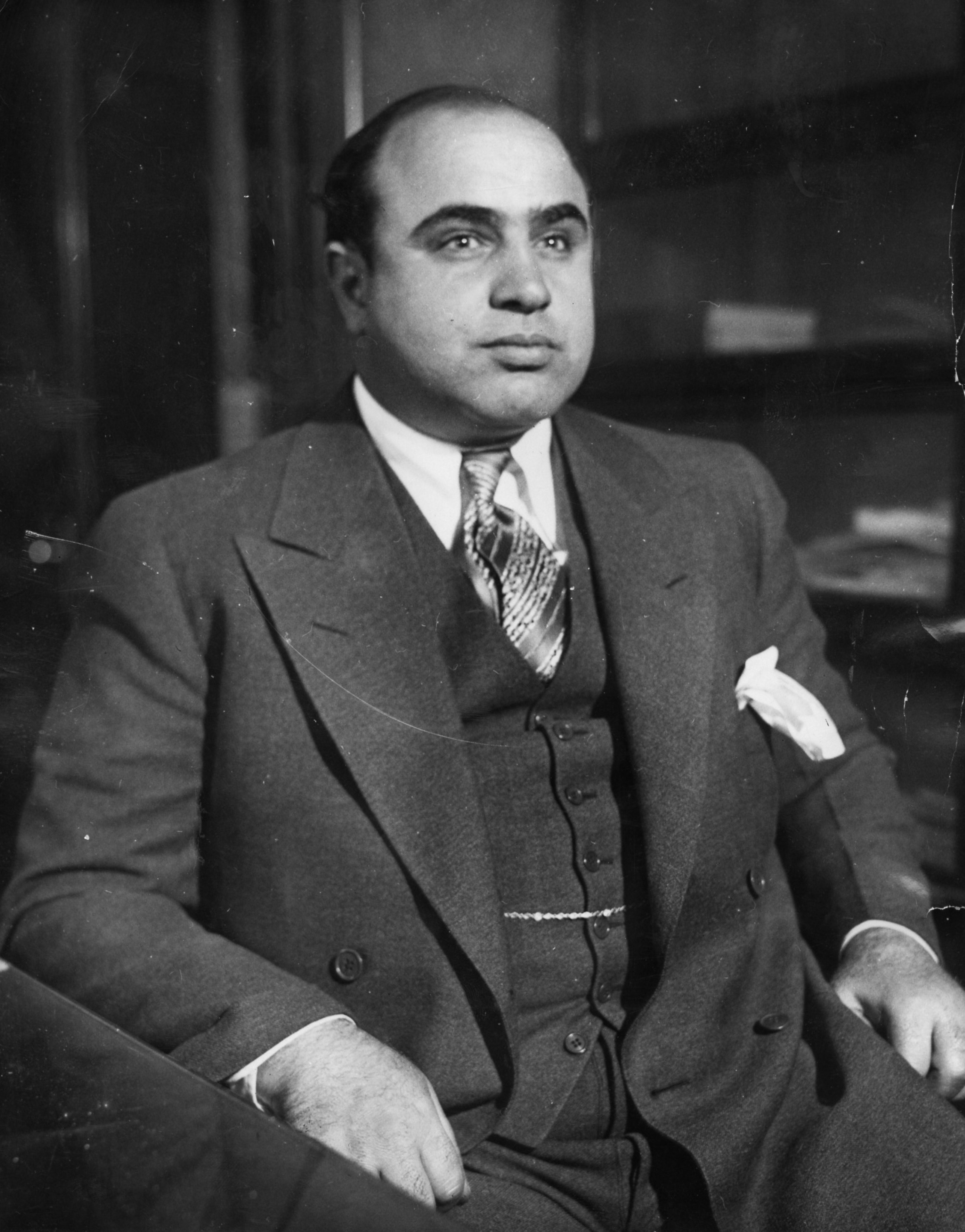
آل کاپون در دوران ممنوعیت الکل رئیس تبهکاران بود.

پدرخوانده، دان یا رئیس تبهکاران کسی است که نقش رهبری یک سازمان جنایی را بر عهده دارد. رئیسان تبهکاران معمولاً به خاطر بی‌رحمی، قتل و ایجاد ترس برای گسترش نفوذ و سود خود شناخته می‌شوند و بر اعضای سازمان خود کنترل مطلق دارند.

## توضیحات
رئیس مافیا کنترل مطلق یا تقریباً مطلقی بر اعضای سازمان دارد و معمولاً به دلیل تمایل به استفاده از روش‌های جنایی برای اعمال نفوذ و کسب سود، بسیار مورد ترس و احترام است.
برخی گروه‌ها تنها دو رده سلسله مراتبی دارند: رئیس و سربازان. گروه‌های دیگر ساختار سازمانی پیچیده‌تری با رده‌های متعدد دارند که بسته به پیشینه فرهنگی متفاوت است. سازمان‌های جنایی سیسیلی از نظر ساختاری با گروه‌های جنایی ایتالیای اصلی تفاوت دارند. گروه‌های آمریکایی نیز ساختار متفاوتی از همتایان اروپایی خود دارند و باندهای لاتین و آفریقایی-آمریکایی معمولاً ساختارهایی متفاوت از باندهای اروپایی دارند. اندازه سازمان جنایی نیز مهم است، چرا که باندهای منطقه‌ای یا ملی معمولاً سلسله مراتب پیچیده‌تری دارند.

## مافیای ایتالیایی
رئیس مافیای سیسیل و آمریکایی (آمریکایی-ایتالیایی)، رئیس خانواده جنایتکار و تصمیم گیرنده اصلی آن است. رئیس مافیا می تواند به اختیار خود اعضای خانواده را ارتقا یا تنزل دهد. او نیز می تواند قتل های داخل یا خارج خانواده را تأیید کند.

## ساختار مافیا در سیسیل و آمریکا
رئیس (Boss):

ساختار خانواده تبهکار مافیایی

- رهبر اصلی خانواده جنایی و تصمیم‌گیرنده نهایی
- تنها فردی که می‌تواند اعضای جدید را به خانواده معرفی کند
- قدرت ترفیع یا تنزل مقام اعضا را دارد
- تنها مرجع صدور مجوز قتل در داخل و خارج خانواده
- در صورت زندانی شدن یا ناتوانی، عنوان "رئیس" را حفظ می‌کند اما ممکن است یک رئیس موقت منصوب کند
انواع روسا:
1. رئیس موقت (Acting boss)
2. رئیس صوری (Front boss) - برای منحرف کردن توجه پلیس
3. رئیس عملیاتی (Street boss) - مسئول اجرای عملیات روزانه
سلسله مراتب معمول:
1. رئیس کل روسا (Boss of all bosses):
   - عنوانی رسانه‌ای بدون رسمیت در مافیا
   - بالاترین مرجع تصمیم‌گیری بین خانواده‌ها، کمیسیون مافیا
2. رئیس خانواده (Boss):
   - معروف به capomandamento، capocrimine، rappresentante، don یا پدرخوانده
   - بالاترین مقام در خانواده جنایی
3. معاون (Underboss):
   - معروف به "capo bastone"
   - مسئول نظارت بر جریان درآمدها
   - انتخاب کاپوها و سربازان برای اجرای عملیات جنایی
4. مشاور (Consigliere):
   - مشاور رئیس خانواده
   - بخشی از "هیئت مدیره" (Administration) همراه با رئیس و معاون
   - معمولاً تیم مستقلی زیر نظر ندارد
5. کاپو (Caporegime):
   - معروف به کاپیتان، اسکیپر یا رئیس تیم
   - مسئول مدیریت روزانه یک تیم از سربازان
   - گزارش مستقیم به معاون می‌دهد
   - می‌تواند اعضای جدید را معرفی کند
6. سرباز (Soldato):
   - پایین‌ترین سطح عضو رسمی
   - باید سوگند سکوت (omertà) یاد کند
   - در برخی سازمان‌ها باید حداقل یک قتل انجام داده باشد
7. همکار (Associate):
   - عضو رسمی خانواده نیست
   - معمولاً غیرایتالیایی‌تبار است یا هنوز به عضویت کامل نرسیده
   - در فعالیت‌های جنایی مشارکت دارد
نکات کلیدی:
- انتخاب رئیس جدید پس از مرگ رئیس قبلی از بین اعضای خانواده انجام می‌شود.
- ساختار ممکن است در خانواده‌های مختلف کمی متفاوت باشد.
- عناوین ممکن است بسته به منطقه یا سازمان متفاوت باشند.
- سربازان معمولاً در تیم‌های 10 نفره (در گذشته) سازماندهی می‌شدند.

## آقای بزرگ (Mr. Big)
اصطلاح "آقای بزرگ" در محافل زیرزمینی و گزارش‌های رسانه‌ای برای اشاره به رهبر گروه‌های جنایت سازمان‌یافته استفاده می‌شود. این عنوان معمولاً زمانی به کار می‌رود که به دلایل قانونی نتوان نام واقعی فرد را ذکر کرد.
این اصطلاح به صورت ضمنی به هوش و درایت بالای فرد اشاره دارد و عموماً برای کسانی استفاده می‌شود که در جرایم بزرگ و سازمان‌یافته مانند سرقت‌های مسلحانه نقش رهبری دارند.
در فرهنگ لغت عامیانه جنایی آمریکا در سال ۱۹۴۵، اصطلاح "مغز بزرگ" به معنای رهبر باند ذکر شده بود، اما عبارت "آقای بزرگ" در آن زمان هنوز رواج نداشت.